# 7328 Casanova
För andra betydelser, se Casanova (olika betydelser).
7328 Casanova eller 1984 SC1 är en asteroid i huvudbältet som upptäcktes den 20 september 1984 av den tjeckiske astronomen Antonín Mrkos vid Kleť-observatoriet i Tjeckien. Den är uppkallad efter den italienska äventyraren och författaren Giacomo Casanova.
Asteroiden har en diameter på ungefär 6 kilometer och den tillhör asteroidgruppen Eunomia.